# Pycnandra atrofusca
Pycnandra atrofusca är en tvåhjärtbladig växtart som beskrevs av Swenson och Jérôme Munzinger. Pycnandra atrofusca ingår i släktet Pycnandra och familjen Sapotaceae. Inga underarter finns listade i Catalogue of Life.